# Žili-byli starik so staruchoj
Žili-byli starik so staruchoj (Жили-были старик со старухой) è un film del 1964 diretto da Grigorij Naumovič Čuchraj.